# Konstantin Fritsch

Konstantin Fritsch

Konstantin Fritsch (* 25. Dezember 1857 in Sprottau, Landkreis Sprottau, Provinz Schlesien; † 22. Januar 1934 in Magdeburg, Provinz Sachsen) war ein preußischer Verwaltungsjurist und Präsident des Reichseisenbahnamts.

## Berufliche Entwicklung
Konstantin Fritsch studierte Rechtswissenschaften an den Universitäten Breslau, Tübingen und Leipzig. Nach dem Militärdienst begann er eine Laufbahn als Richter, die ihn zu verschiedenen Gerichten in Preußen führte, unter anderem in Sagan.
1884 ging er zur Königlichen Eisenbahndirektion Berlin und war ab 1889 im preußischen Ministerium der öffentlichen Arbeiten (dem preußischen „Eisenbahnministerium“) tätig. 1892 wechselte er in die Verwaltung der Reichseisenbahnen in Elsaß-Lothringen nach Straßburg und wurde dort 1893 Mitglied der Kaiserlichen Generaldirektion der Eisenbahnen in Elsaß-Lothringen. 1899 kehrte er als Vortragender Rat in das Reichsamt für die Verwaltung der Reichseisenbahnen in Elsaß-Lothringen nach Berlin zurück, bei dem er ab Januar 1911 als Ministerialdirigent tätig war.

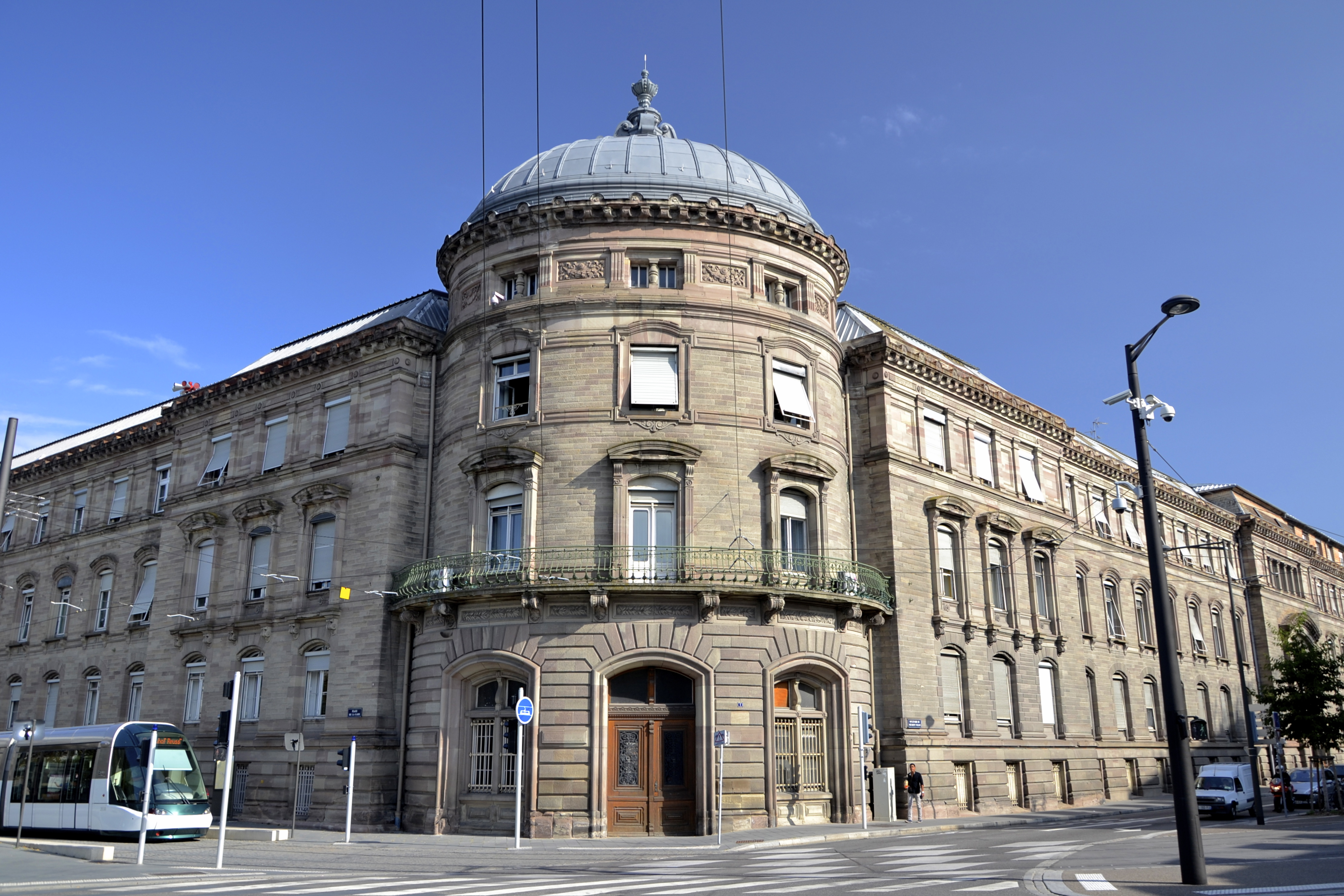
Dienstsitz in Straßburg: das Verwaltungsgebäude der Reichseisenbahnen in Elsaß-Lothringen

Am 6. Mai 1912 wurde Konstantin Fritsch zum Präsidenten der Kaiserlichen Generaldirektion Eisenbahnen in Elsaß-Lothringen ernannt und kehrte nach Straßburg zurück. Im Gegensatz zu seinem Vorgänger, Rudolf Schmidt, dessen Arbeitsfeld mehr den Verkehrs- und Betriebsfragen galt, konzentrierte sich Fritsch auf das Gebiet der allgemeinen Verwaltung. Während des gesamten Ersten Weltkriegs arbeitete er eng mit der Heeresverwaltung zusammen.
Am 1. Juli 1918 wurde er zum Präsidenten des Reichseisenbahnamts in Berlin unter der Verleihung des Titels eines Wirklichen Geheimen Rats mit dem Prädikat Exzellenz ernannt. Er war damit Nachfolger von Michael Wackerzapp, der aus dem aktiven Dienst trat und zuvor ebenfalls – von 1899 bis 1909 – Chef der Reichseisenbahnen in Elsaß-Lothringen gewesen war. Mit der Überführung des Reichseisenbahnamts in das Reichsverkehrsministerium im Herbst 1919 trat Fritsch in den Ruhestand.

## Familie
Verheiratet war Fritsch seit dem 24. September 1889 mit Anna Martha von Hänisch (1867–1944), einer Tochter des preußischen Generals Carl von Hänisch.

## Ehrungen
Zu seinem 75. Geburtstag erhielt er die Ehrendoktorwürde der Juristischen Fakultät der Johann Wolfgang Goethe-Universität Frankfurt am Main verliehen.

### Werke (Auswahl)
nach Erscheinungsjahr geordnet 
- Die Eisenbahnen = Robert Hue de Grais (Hg.): Handbuch der Gesetzgebung in Preußen und dem Deutschen Reiche. Band XIX. Springer, Berlin 1906.
- Handbuch der Eisenbahngesetzgebung in Preussen und dem Deutschen Reiche: Allgemeine Bestimmungen, Verwaltung der Staatseisenbahnen, Staatsaufsicht über Privateisenbahnen. 2. Auflage. Springer, Berlin 1912. (Eine 3. Auflage erschien 1930.)
- zusammen mit Ernst Rundnagel und Alwin Sperber: Die Haftung der Eisenbahn für Verlust, Beschädigung und Lieferfristüberschreitung nach deutschem Eisenbahnrecht. Th. Weicher, Leipzig 1924.
- Das deutsche Eisenbahnrecht. Grundriß des Reichs- und des Preußischen Rechts. Verkehrswissenschaftliche Lehrmittelgesellschaft, Berlin 1927. (Eine 2., ergänzte Auflage erschien 1928.)